# Nueva Centroderecha
Nueva Centroderecha (en italiano: Nuovo Centrodestra, NCD) fue un partido político de centroderecha en Italia. Su líder fue Angelino Alfano, quien había sido el protegido de Silvio Berlusconi y el secretario nacional de El Pueblo de la Libertad (PdL) a desde 2011 hasta 2013.

## Historia
El partido fue formado por una escisión del PdL el 15 de noviembre de 2013. Sus fundadores, conocidos como "palomas" en el partido, eran firmes partidarios del gobierno de Enrico Letta y se negaron a unirse al nuevo partido Forza Italia (FI), fundado el día después de la disolución del PdL. Los cinco ministros del PdL, tres subsecretarios, 30 senadores y 27 diputados de inmediato se unieron al NCD. La mayoría eran demócratacristianos y muchos vinieron de las regiones sureñas de Calabria y Sicilia.
Además de Alfano (vice primer ministro y ministro del Interior), otros integrantes del NCD son Maurizio Lupi (ministro de Infraestructuras y Transportes), Nunzia De Girolamo (ministro de Agricultura), Beatrice Lorenzin (ministra de Salud), Gaetano Quagliariello (ministro de Reformas Constitucionales), Giuseppe Scopelliti (presidente de Calabria), Roberto Formigoni (expresidente de Lombardía), Renato Schifani (expresidente del Senado y líder del PdL hasta noviembre de 2013), Fabrizio Cicchitto (exdirigente del PdL en la Cámara de Diputados entre 2008 y 2013) y Carlo Giovanardi (un exministro de la UDC).
El 18 de marzo de 2017 el partido anunció su disolución para formar parte de la nueva agrupación denominada Alternativa Popular (AP).

## Resultados electorales

### Parlamento Europeo
| Año  | # de votos     | % de votos | # de Escaños | +/– | Líder           |
| ---- | -------------- | ---------- | ------------ | --- | --------------- |
| 2014 | 1 202 350 (#5) | 4,38       | 3/73         | –   | Angelino Alfano |

### Consejos Regionales
| Región         | Última elección | # de votos  | % de votos | # de escaños |
| -------------- | --------------- | ----------- | ---------- | ------------ |
| Abruzzo        | 2014            | 40 219 (#4) | 5,9        | 1/31         |
| Emilia-Romagna | 2014            | 31 635 (#7) | 2,6        | 0/50         |
| Piamonte       | 2014            | 49 059 (#7) | 2,5        | 0/50         |